# Синя Гориця
Синя Гориця (словен. Sinja Gorica) — поселення в общині Врхника, Осреднєсловенський регіон, Словенія. 
Висота над рівнем моря: 289,3 м.